# مارتین میکلبک
مارتین میکلبک (انگلیسی: Martin Meichelbeck؛ زادهٔ ۲۱ نوامبر ۱۹۷۶) بازیکن فوتبال اهل آلمان است.
از باشگاه‌هایی که در آن بازی کرده‌است می‌توان به باشگاه فوتبال گروتر فورث و باشگاه فوتبال بوخوم اشاره کرد.
وی همچنین در تیم ملی فوتبال Germany B بازی کرده‌است.